# Jacques Kleynen
Jacques Kleynen (n. 1952 ) es un botánico orquideólogo neerlandés.

## Algunas publicaciones

### Libros
- Jean Claessens, jacques Kleynen. 2012. De bloem van de Europese orchidee, deel 1: Vorm. Orchideeën (74) 2: 34-37

- ----------------------, -----------------------. 2012. De bloem van de Europese orchidee, deel 2: De vroege bloeiers. Orchideeën (74) 3: 55-59

- ----------------------, -----------------------. 2012. De bloem van de Europese orchidee, deel 3: De late bloeiers. Orchideeën (74) 4: 84-88

- ----------------------, -----------------------. 2011. The flower of the European orchid. Form and function. 440 pp. ISBN 978-90-9025556-9

- ----------------------, -----------------------. 2006. Anmerkungen zur Hybridbildung bei Platanthera bifolia und P. chlorantha. Jour. Eur. Orch. 38(1): 3-28

- ----------------------, -----------------------. 2005. Pollination in the European orchids: four examples. Proc. 18th World Orchid Conf. Dijon-France: 572-577

- ----------------------, -----------------------, h. Baum, f. Opitz. 2004. Epipactis leptochila var. neglecta in der Eifel. J. für den Orchideenfreund 11 (1): 15-20

- ----------------------, -----------------------. 2002. Investigations on the autogamy in Ophrys apifera Hudson. Jbr. Naturwiss. Ver. Wuppertal 55: 62-77

- jacques Kleynen. 2000. Epipactis phyllanthes, uitsluitend een atlantische soort? - Eurorchis 12: 38-45

- -----------------------. 1989. Ophrys x chiesesica hybr. nat. nov. Natural. Belges, 70 (Orchid 3): 87-88

- La abreviatura «Kleynen» se emplea para indicar a Jacques Kleynen como autoridad en la descripción y clasificación científica de los vegetales.[2]